# Bastonet per a orelles

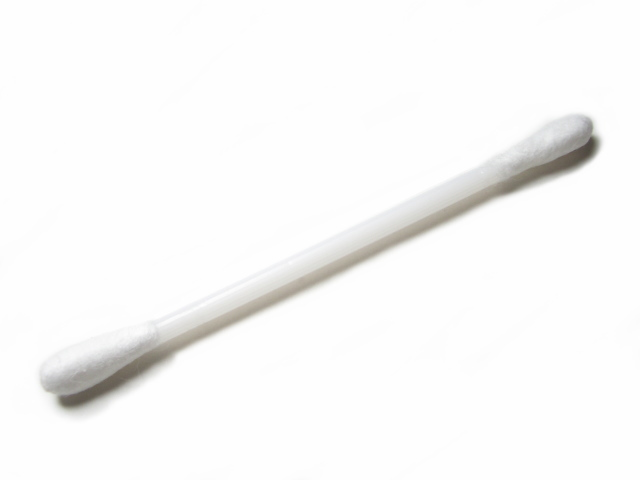
Un bastonet per a orelles.

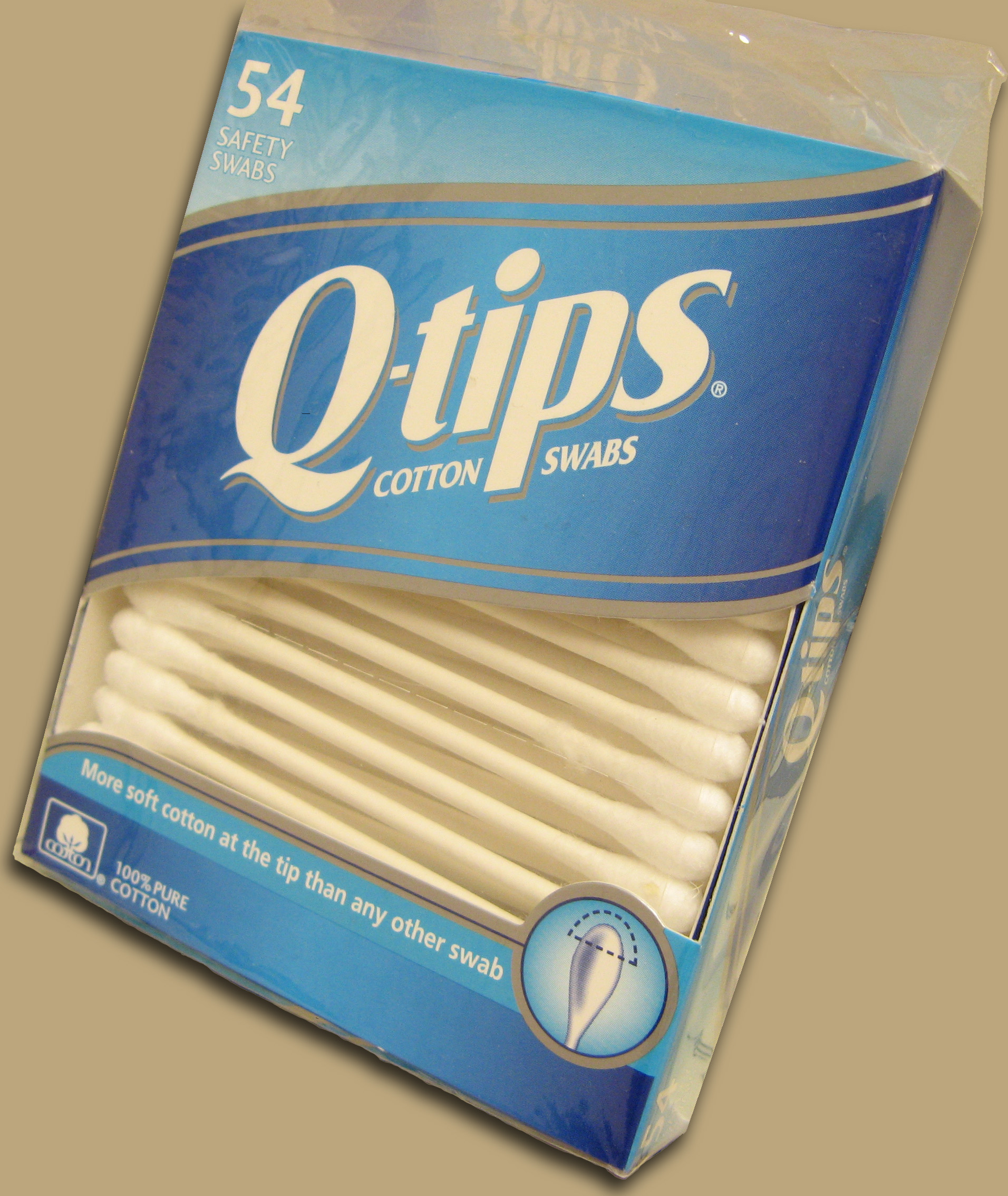
Bastonet per a orelles, marca original.

El bastonet per a orelles o bastonet de cotó, o encara garrotet o garrotet de fer net les orelles a Menorca, consisteix en un bastonet (o garrotet) les extremitats de la qual són revestides de cotó hidròfil.

## Història
Els bastonets van ser inventats el 1923 per l'inventor polonès naturalitzat estatunidenc, Leo Gerstenzang. Ell hauria observat com la dona fixava una floc de cotó a l'extremitat d'un escuradents per a la neteja personal de l'infant. Gerstenzang va fundar la dita Infant Novelty Company per a llançar al mercat la seva innovació, que pocs anys després seria dita Q-tips.
Pl que fa al material utilitzat pels bastonets, la fusta s'ha reemplaçat per materials com el plàstic i, successivament, el cartó (biodegradable). A causa dels greus problemes ambientals lligats a l'acumulació d'enormes quantitats de bastonets a la proximitat dels cursos d'aigua, l'ús de bastonets encontonats en material plàstic (no biodegradable) és en reculada de la fi del segle XX ençà, tan que en diversos països occidentals el model de plàstic ha estat prohibit (per exemple a Itàlia el 2001).

## Empre i abús
Es presta als usos més diversos com el prelevament de proves destinades a l'anàlisi del laboratori mèdic: en tal cas s'usen bastonets especials confeccionats singularment.
L'ús dels bastonets de cotó per a la neteja de l'orella és una pràctica prou popular com contestada. Pel que pertoca a l'eficàcia, es diu en general que el cotó en bastonets empeny el cerumen a l'interior del conducte auditiu més que extraure'l; quant a la qüestió de la seguretat, és una opinió prou afirmada que un eventual ús del bastonet s'ha de limitar a la part externa de l'orella, aquella visible; això per a evitar perilloses lesions o bé una danyosa acumulació de cerumen prop del timpà. En alguns països, els embalatges de bastonets reporten a l'etiqueta indicacions per a advertir el consumidor de possibles danys i perills.
Un segon caire problemàtic de l'ús incaut d'aquest producte consisteix en el fet que, tirats a la comuna, els bastonets per a les orelles creen problemes obturant les canonades o amassant-se en les estacions de depuració i en els cursos d'aigua, per la qual raó sempre es llencen a la brossa o a la paperera, encara que l'obligació de bastonets biodegradables ha millorat sensiblement la situació.